# Рождественка (Павлодарская область)
Рождественка (каз. Рождественка) — село в Павлодарском районе Павлодарской области Казахстана. Входит в состав Рождественского сельского округа. Код КАТО — 556059200.

## Образование
В населенном пункте имеется одна средняя общеобразовательная школа ("Рождественская СОШ"). Объект образования расположен в центральной части населенного пункта по ул. Южная, 10. Также имеется дом культуры расположенный в восточной части населенного пункта по ул. Абая.

## Население
В 1999 году население села составляло 870 человек (424 мужчины и 446 женщин). По данным переписи 2009 года, в селе проживало 717 человек (364 мужчины и 353 женщины).
По данным акимата Павлодарского района на конец 2022 года численность населения составляет 689 человек. Из них: русских - 276; казахов - 70; украинцев - 204; другие национальности - 139. 

## Промышленность
На территории населенного пункта развито сельское хозяйство. Сельско-хозяйственная отрасль представлена в виде зернохранилища, расположенного на юге-востоке населенного пункта и животноводческой фермы, расположенной на северо-востоке населенного пункта.
Зернохранилище построено в 1930 году с первоначальной емкостью 850 тонн. В 1993 году было расширение производства с постройкой крупяного завода по переработке гречихи, производительностью 150 тонн в сутки. В 1959 году построен типовой элеватор емкостью 25 тыс. тонн. Одной из последних работ по расширению производства стала постройка мельницы по переработке ржи в 1999 году, производительностью 12 тонн в сутки.
С 1997 года зернохранилище находится в распоряжении организации ТОО "Зерноград". 